# Histoire du Var

Carte du département du Var en 1790

L’histoire du département du Var commence le 4 mars 1790, lorsqu’il est créé en application de la loi du 22 décembre 1789.

## Révolution française et Premier Empire
Le département a été créé à la Révolution française à partir d'une partie de la province de Provence.
De 1791 à 1793, les 9 districts (Toulon, Grasse, Hyères, Draguignan, Brignoles, Saint-Maximin, Fréjus, Saint-Paul-lès-Vence et Barjols) du département du Var fournirent 10 bataillons de volontaires nationaux.
Son chef-lieu, d'abord fixé à Toulon, fut déplacé pour punir les Toulonnais d'avoir livré leur ville aux Britanniques en 1793. Grasse devint alors chef-lieu, remplacée à son tour par Brignoles en 1795 puis Draguignan en 1797.
Le département suivit les progrès de la Révolution française avec intérêt, comme en témoigne le nombre de sociétés populaires, 115 en 1794. De la même façon, 96 % des prêtres acceptent de prêter serment à la constitution civile du clergé.
À partir de 1795, dans chaque département une administration centrale et, dans chaque canton, une administration locale sont instaurées.
En 1800, Napoléon Bonaparte réforme en profondeur l'organisation de l'État. L'administration du département est confiée au préfet.
Après la victoire des coalisés à la bataille de Waterloo (18 juin 1815), le département est occupé par les troupes autrichiennes de juin 1815 à novembre 1818 (voir occupation de la France à la fin du Premier Empire).

## XIXeetXXesiècles
- Détaché en 1860

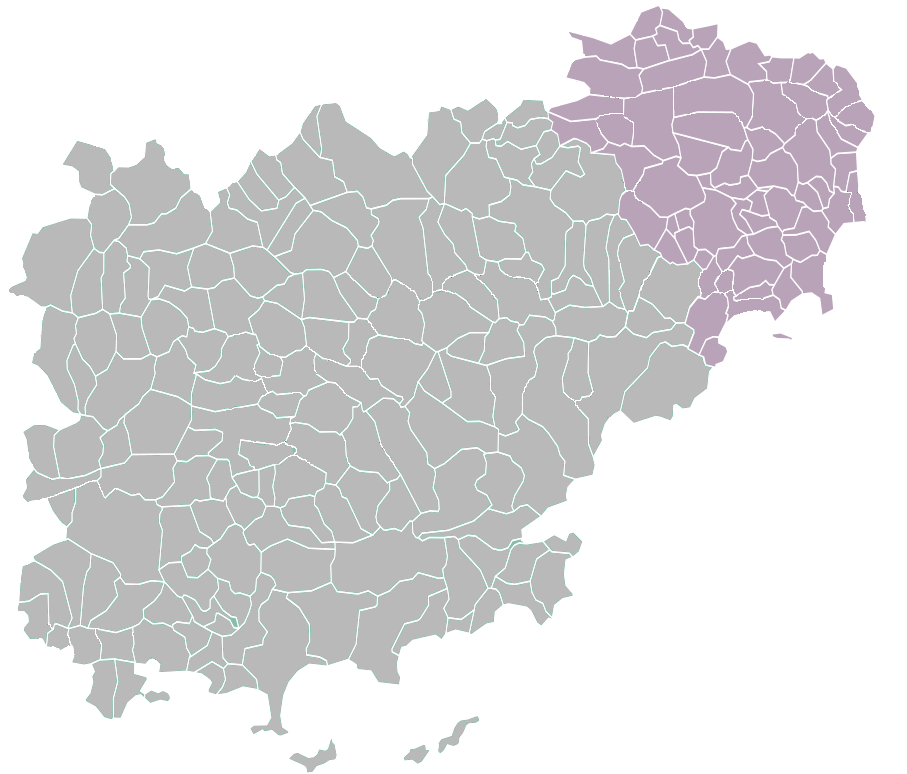
Evolution territoriale du Var
Détaché en 1860

Le département est très à gauche sous la Deuxième République. Lorsque le président Louis-Napoléon Bonaparte fait son coup d’État, le 2 décembre 1851, le département se soulève, avant que les troupes de paysans insurgés soient dispersées par l’armée. Le chemin de fer parvient à Toulon en 1859. Lors de la création des Alpes-Maritimes en 1860, après l'annexion à la France du comté de Nice, le Var est amputé de sa partie la plus orientale, qui constitua l'arrondissement de Grasse dans le nouveau département. À la suite de cette modification, le Var ne coule plus aujourd'hui dans le département auquel il a donné son nom.
Le département du Var possédait également, spécifiquement au sein du Midi rouge, la dénomination de « Var rouge » de 1851 à 1980, avec l'existence d'un important mouvement républicain lors du Second Empire, puis radical-socialiste. Ceci s'explique par la sociologie et l'économie particulière du département : avant tout rural (et viticole), et également ouvrier par la présence du bassin industriel lié à l'arsenal maritime et l'existence d'une bourgeoisie toulonnaise décentralisée vis-à-vis de Paris.
En 1884, le choléra endeuille Toulon. À cette occasion, Georges Clemenceau, médecin, se fait connaitre comme « l'homme qui affronte l'épidémie ». Alors député de la Seine, il plaide la cause du Var à la Chambre. Apparemment adopté par les Varois, il est leur député de 1888 à 1893 puis sénateur de 1902 à 1920.
Au XXe siècle, la guerre de 1914-1918 stimule la production industrielle intéressant la défense nationale, mais elle frappe notamment les industries alimentaires.
Le département est occupé par l’Italie fasciste de novembre 1942 à septembre 1943. En 1942, l'armée allemande envahit la zone sud, et occupe le département du Var en 1944. Le 15 août de cette année, dans la nuit, des commandos français débarquent au cap Nègre, au Trayas, à Saint-Tropez, à Sainte-Maxime ou encore à Saint-Raphaël (voir débarquement de Provence). La flotte revient à Toulon le 13 septembre.
Dans la période de l'Après-guerre, le reflux du militantisme politique, l'installation importante de Pieds-noirs rapatriés et de néoretraités et l'évolution de la région devenue touristique, fait disparaitre l'influence du socialisme. Le département subit également l'influence des Alpes-Maritimes (le plus important organe de presse régionale dans l'est du département étant Nice-Matin proche du pouvoir médeciniste) au point qu'il faille parler de « Var bleu » après 1984.
Le Var a été une terre d'accueil pour les rapatriés d'Algérie (environ 100 000), lesquels se sont tout à fait intégrés dans ce département méditerranéen. 
Le 25 septembre 1974, le gouvernement Chirac prend la décision de transférer la préfecture du Var à Toulon. Cela provoque la colère de certains Dracénois (qui pensent que le gouvernement veut tout à la fois « punir » une ville qui vote traditionnellement à gauche depuis un siècle et « récompenser » Toulon, qui vote à droite depuis 1959). Il y a des émeutes et les CRS doivent intervenir pour rétablir l'ordre. La voie de chemin de fer est bloquée aux Arcs par des manifestants ; François Mitterrand participe à un meeting le 17 novembre 1974 ; les maires du haut-Var manifestent devant l'Élysée. La préfecture est malgré tout changée en sous-préfecture. En compensation, le conseil général du Var, déplacé à Toulon par la suite, reste provisoirement à Draguignan, ainsi que de nombreux services départementaux comme les archives ou la cour d'assises.
Le Var est aujourd'hui un territoire en plein développement, tant sur le plan économique que démographique, en partie grâce à son cadre de vie et sa vocation touristique.